# Hůrka (Křečovice)
Hůrka (Duits: Hurka of Hurka bei Kretschowitz) is een Tsjechische plaats in de gemeente Křečovice, regio Midden-Bohemen, en maakt deel uit van het district Benešov. Het dorp ligt op 3 kilometer afstand van Křečovice.
Hůrka telt 24 inwoners (2021).

## Geschiedenis
De eerste schriftelijke vermelding van het dorp dateert van 1375.
Tijdens de Tweede Wereldoorlog was het dorp onderdeel van het militaire oefenterrein van de Waffen-SS Benešov. Op 31 oktober 1943 moesten de inwoners daarom noodgedwongen hun huizen verlaten.
In 1960 werd Hůrka, samen met Křečovice, ingedeeld bij het district Benešov.

## Verkeer en vervoer

### Autowegen
Er leidt een regionale weg naar het dorp.

### Spoorlijnen
Er is geen station in Hůrka. Het dichtstbijzijnde station is in Štětkovice, op zo'n acht kilometer afstand. Dat station ligt aan de spoorlijn van Benešov naar Vlašim.

### Buslijnen
Er is geen bushalte in het dorp. De dichtstbijzijnde bushalte is op ongeveer één kilometer afstand:
| Halte               | Lijn        | Traject                                                      | Vervoerder        |
| ------------------- | ----------- | ------------------------------------------------------------ | ----------------- |
| Křečovice, Hořetice | 518 756 759 | Křečovice - Sedlčany Křečovice - Neveklov Benešov - Neveklov | ZDAR CŠAD Benešov |

## Galerij

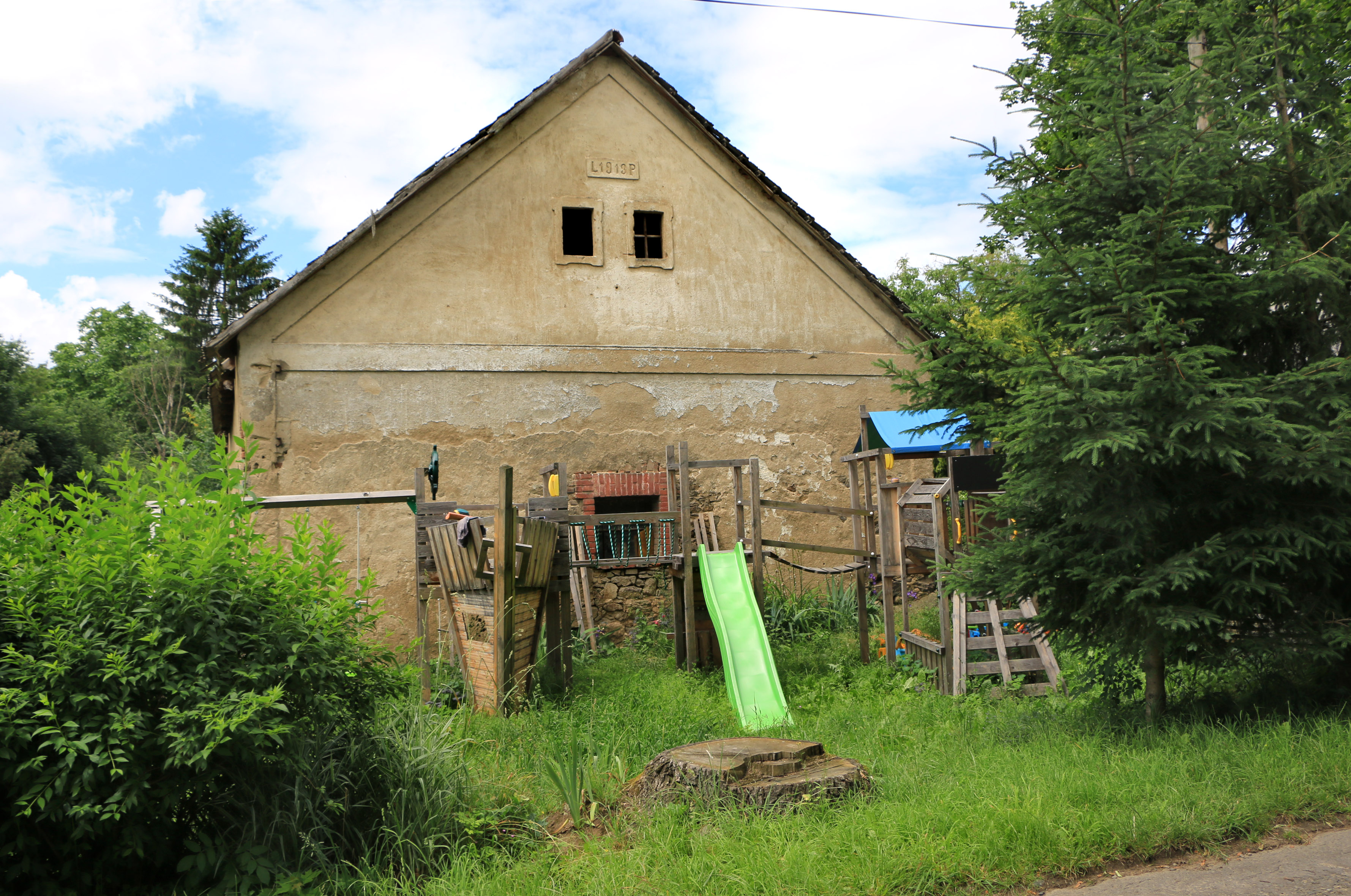
Huis in het dorp (2016)
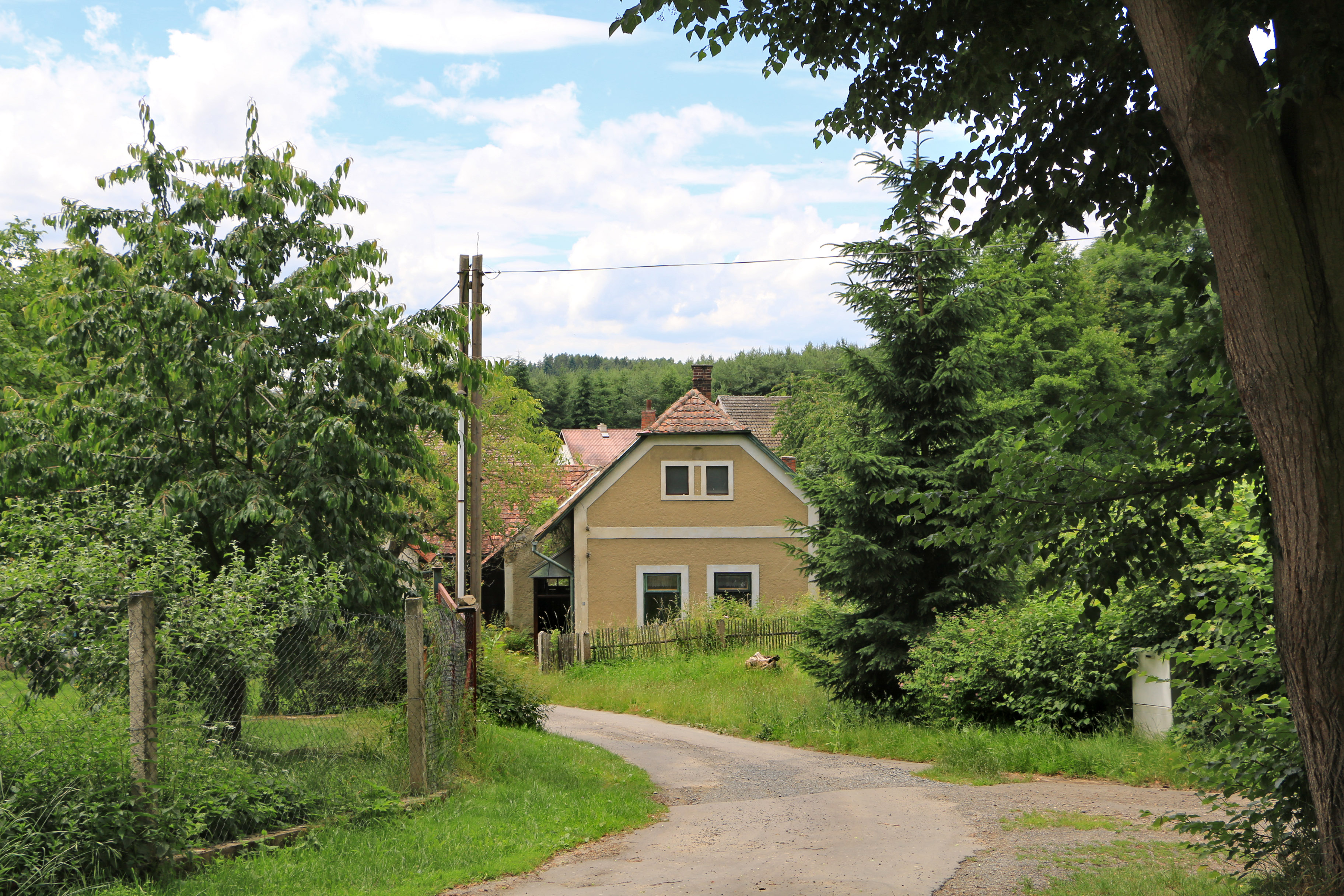
Huis in het dorp (2016)